# Reeks (wiskunde)
Het wiskundige begrip reeks is een uitbreiding van de optelling van rationale, reële en complexe getallen en van functies enzovoort, tot het geval van een oneindige rij termen. Een reeks wordt genoteerd als een uitdrukking van de vorm
{\displaystyle a_{1}+a_{2}+a_{3}+\ldots =\sum _{i=1}^{n}a_{i}},
waarbij vaak {\displaystyle n=\infty } wordt gekozen.
Voor een gegeven ruimte waarin de optelling is gedefinieerd, zoals de reële getallen, is er aldus een eenduidig verband tussen de rijen termen uit die ruimte, en de reeksen. De eventuele uitkomst {\displaystyle S} van de sommatie wordt, uitgedrukt in de termen van de reeks, hetzelfde genoteerd als de reeks, dus als
{\displaystyle S=a_{1}+a_{2}+a_{3}+\ldots =\sum _{i=1}^{\infty }a_{i}}
Soms wordt ook bij een eindig aantal termen wel de aanduiding reeks gebruikt, bijvoorbeeld rekenkundige reeks bij de sommatie van een eindig aantal opeenvolgende elementen van een rekenkundige rij.
'Reeks' in de bovengenoemde betekenis is specifiek voor de analyse en toepassingen daarvan. In het dagelijkse spraakgebruik en in andere disciplines is 'reeks' synoniem met 'rij', evenals in oudere wiskundeliteratuur.

## Definitie
Voor iedere rij {\displaystyle (a_{n})_{n=1}^{\infty }} in een verzameling waarin een optelling is gedefinieerd, is de daarmee verbonden reeks gedefinieerd als de som
{\displaystyle \sum _{i=1}^{\infty }a_{i}=a_{1}+a_{2}+a_{3}+\ldots }
De elementen van de rij zijn de termen van de reeks.
Een reeks wordt ook gedefinieerd als de combinatie van een rij {\displaystyle (a_{i})} en de rij {\displaystyle (s_{i})} van de partiële sommen ervan, bijvoorbeeld {\displaystyle ((a_{i},s_{i}))_{i=1}^{\infty }}.

## Partiële som
De som {\displaystyle s_{n}} van de eerste {\displaystyle n} termen van de rij {\displaystyle (a_{i})_{i=1}^{\infty }} wordt partiële som of ook wel partieelsom genoemd:
{\displaystyle s_{n}=a_{1}+a_{2}+a_{3}+\ldots +a_{n}=\sum _{i=1}^{n}a_{i}}
Als de rij van partiële sommen naar de waarde {\displaystyle S} convergeert, schrijft men voor de limiet:
{\displaystyle S=a_{1}+a_{2}+a_{3}+\ldots =\sum _{n=1}^{\infty }a_{n}}

## Convergentie
Voor reeksen met termen in een gegeven metrische ruimte, waarin de optelling is gedefinieerd, is het zinvol het bestaan van de som ervan te onderzoeken.
Een reeks heet convergent als de rij van de partiële sommen convergeert naar een eindige limiet {\displaystyle S}. In dat geval noemt men {\displaystyle S} de som van de reeks:
{\displaystyle S=\sum _{i=1}^{\infty }a_{i}=\lim _{n\to \infty }\sum _{n=i}^{n}a_{i}}
Als de rij van de partiële sommen convergeert, moet de rij van de afzonderlijke termen {\displaystyle a_{n}} naar 0 convergeren. Het omgekeerde geldt niet: een reeks waarvan de termen convergeren naar 0, kan nog steeds divergent, dus niet convergent zijn. De harmonische reeks afgeleid van de harmonische rij is bijvoorbeeld divergent.

## Absolute convergentie
We beperken ons nu tot reeksen waarvan de termen reële getallen zijn. Een reeks heet absoluut convergent als de absolute waarden van de termen {\displaystyle a_{i}} op hun beurt de bouwstenen zijn van een convergente reeks. De reeks {\displaystyle \sum _{i=1}^{\infty }a_{i}} heet absoluut convergent als de reeks {\displaystyle \sum _{i=1}^{\infty }|a_{i}|} een convergente reeks is.
Elke absoluut convergente reeks is convergent. Bij een absoluut convergente reeks kan men de volgorde van de termen willekeurig omgooien zonder de reekssom te beïnvloeden. Bij een convergente reeks die niet absoluut convergent is, een voorwaardelijk convergente reeks, geldt dit helemaal niet. Men kan dan door een goed gekozen herschikking van de termen zelfs iedere mogelijke limiet bereiken.

## Geometrische of meetkundige reeks
Een meetkundige reeks is een reeks die door de machten van een getal {\displaystyle a} wordt voortgebracht. Een meetkundige reeks, waarvoor de absolute waarde van {\displaystyle a} kleiner is dan 1, is absoluut convergent:
{\displaystyle 1+a+a^{2}+a^{3}+\ldots ={\frac {1}{1-a}}}
{\displaystyle s_{i}=1+a+a^{2}+a^{3}+\ldots +a^{i},|a|<1}
{\displaystyle as_{i}=a+a^{2}+a^{3}+a^{4}+\ldots +a^{i+1}}
{\displaystyle s_{i}-as_{i}=1-a^{i+1}}
{\displaystyle s_{i}(1-a)=1-a^{i+1}}
{\displaystyle s_{i}={\frac {1-a^{i+1}}{1-a}}}
{\displaystyle S=\lim _{i\to \infty }s_{i}=\lim _{i\to \infty }{\frac {1-a^{i+1}}{1-a}}={\frac {1}{1-a}}}

## Harmonische reeks
De harmonische rij is de rij
{\displaystyle 1,\ {\frac {1}{2}},\ {\frac {1}{3}},\ {\frac {1}{4}},\ {\frac {1}{5}},\ldots },
dus met algemene term {\displaystyle a_{n}={\tfrac {1}{n}}}.
Het is een van de eenvoudigste rijen met de eigenschap {\displaystyle a_{n}=O(1/n)}, dus de eigenschap dat {\displaystyle na_{n}} begrensd is. De bijbehorende 'harmonische reeks'
{\displaystyle \sum {\frac {1}{n}}}
is divergent.
De reeks {\displaystyle \sum _{i=1}^{n}{\frac {1}{i}}} is voor grote {\displaystyle n} bij benadering gelijk aan {\displaystyle \ln(n)}: beide gaan naar oneindig, maar het verschil heeft als limiet de constante van Euler-Mascheroni.

### Hyperharmonische reeks
Een hyperharmonische reeks is een reeks van de vorm
{\displaystyle 1+{\frac {1}{2^{x}}}+{\frac {1}{3^{x}}}+\ldots +{\frac {1}{n^{x}}}}
waarin {\displaystyle x\in \mathbb {R} }.
De volgende gevallen kunnen worden onderscheiden:
1. Als {\displaystyle x=1}: harmonische reeks, divergent
2. Als {\displaystyle x<1}: hyperharmonische reeks, divergent
3. Als {\displaystyle x>1}: hyperharmonische reeks, convergent

## Alternerende reeks
Bij een alternerende reeks wisselen de termen elke keer van teken. Een alternerende reeks, waarvan de absolute waarde van de algemene term convergeert naar nul en elke term in absolute waarde niet groter is dan zijn voorganger, is convergent.
De reeks {\displaystyle \sum {\tfrac {(-1)^{n+1}}{n}}} is convergent, maar niet absoluut convergent:
{\displaystyle 1-{\tfrac {1}{2}}+{\tfrac {1}{3}}-{\tfrac {1}{4}}+\ldots =\ln(2)}
Deze reeks heet alternerende harmonische reeks.

## Voorbeelden
- Een machtreeks in een variabele is een reeks van de vorm {\displaystyle \sum _{i=0}^{\infty }a_{i}x^{i}=a_{0}+a_{1}x+a_{2}x^{2}+a_{3}x^{3}+\ldots }
- verschillende soorten reeksontwikkelingen
- Een binomiaalreeks heeft de vorm {\displaystyle (1+x)^{z}=\sum _{i=0}^{\infty }{z \choose i}x^{i}}.
- kansgenererende functies

- reeksen met betrekking tot het getal π
  - van Leonhard Euler:

{\displaystyle \sum _{i=1}^{\infty }{\frac {1}{i^{2}}}={\frac {1}{1}}+{\frac {1}{4}}+{\frac {1}{9}}+\ldots ={\frac {\pi ^{2}}{6}}}
en
{\displaystyle \sum _{i=0}^{\infty }{\frac {1}{\left(2i+1\right)^{2}}}={\frac {1}{1^{2}}}+{\frac {1}{3^{2}}}+{\frac {1}{5^{2}}}+\dots ={\frac {\pi ^{2}}{8}}}
- van Gottfried Wilhelm Leibniz:

{\displaystyle \sum _{i=0}^{\infty }{\frac {(-1)^{i}}{2i+1}}={\frac {1}{1}}-{\frac {1}{3}}+{\frac {1}{5}}-{\frac {1}{7}}+\ldots ={\frac {\pi }{4}}}
en
{\displaystyle \sum _{i=1}^{\infty }{\frac {(-1)^{i+1}}{i^{2}}}={\frac {1}{1^{2}}}-{\frac {1}{2^{2}}}+{\frac {1}{3^{2}}}-{\frac {1}{4^{2}}}+\ldots =\sum _{i=0}^{\infty }\left({\frac {1}{(2i+1)^{2}}}-{\frac {1}{(2i+2)^{2}}}\right)={\frac {\pi ^{2}}{12}}}
- Z-transformaties kunnen als reeksen worden gezien.